# Periparus ater
La Cincia mora (Periparus ater (Linnaeus, 1758)) è un uccello della famiglia delle cince (Paridae).

## Descrizione
La Cincia mora è lunga mediamente 11,5 cm, ha un'apertura alare compresa tra i 17 e i 21 cm e pesa da 8 a 12 grammi. Risulta così la più piccola tra le cince europee. Ha un ciuffo nero con una caratteristica macchia bianca sulla nuca che si distacca come striscia longitudinale dal resto del piumaggio del collo. Ha guance bianche o biancastre con un bavaglino nero. La parte inferiore va dal giallastro al biancastro, i fianchi sono color camoscio. La parte superiore è di colore olivastro o grigio piombo con una doppia barra alare.

## Biologia

### Canto
I richiami sono bassi, esili "si-si" o sottili "sirrrrr". Il canto è un alto, veloce e basso "wize-wize-wize".

### Alimentazione
Il cibo consiste in insetti, in inverno anche in semi di vari sempreverdi, soprattutto pinoli che la cincia trova facendo cadere le pigne per terra.

### Riproduzione

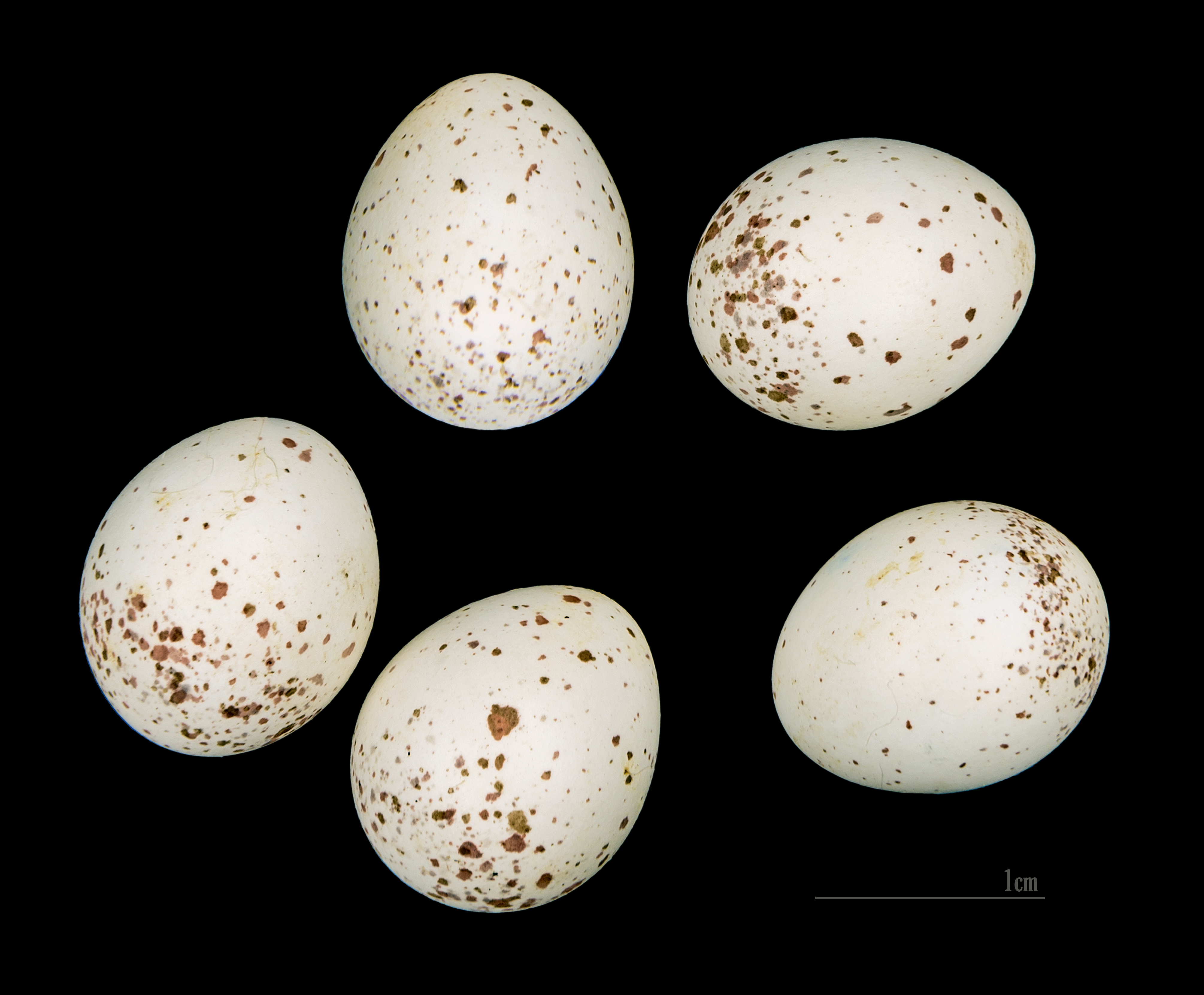
Uova di cincia mora

Costruisce il nido non solo nelle cavità degli alberi ma anche in quelle rupestri, terrestri e nelle fessure del terreno. È fatto con muschio, radici, fili d'erba, rovi e lana. La femmina cova 8-10 uova per 14-16 giorni. I piccoli vengono nutriti nel nido per 16-17 giorni, dopodiché per un altro po' di tempo mentre volano già liberi. Nella parte settentrionale del territorio di diffusione c'è una covata all'anno, in quella meridionale sono possibili fino a tre covate. Il periodo di cova va da maggio a luglio.

### Distribuzione e habitat
L'habitat preferito è la foresta di conifere. Nelle foreste miste cercano sempre le conifere. In Europa meridionale le cince more si trovano anche in boschi decidui; in Europa occidentale occupano anche giardini. In annate con successo riproduttivo superiore alla media la specie tende ad espandersi in territori normalmente non occupati.